# Boris Chamorro
Boris Felipe Chamorro Rebolledo (Concepción, 15 de noviembre de 1983) es un trabajador social y político chileno, sirviendo como alcalde de la comuna de Coronel desde 2016.

## Biografía
Es el menor de los tres hijos formados por el matrimonio formado entre la dueña de casa Silvia Amanda Rebolledo Astete y el empleado de BancoEstado Carlos Alberto Chamorro Uribe, ambos coronelinos.
Sus estudios básicos fueron realizados en el Colegio Gabriela Mistral y la Escuela Remigio Castro Aburto, finalizando el séptimo y octavo curso en el Liceo Antonio Salamanca Morales.

### Carrera
El año 1999, entró en el Liceo Comercial Andrés Bello, donde comenzó su carrera dirigencial y política, siendo presidente del Centro de Alumnos. 
En 2000, sirvió como presidente comunal de los Centros de Alumnos de Coronel. Se tituló como Trabajador Social el año 2009, recibiéndo su postgrado en gestión y política pública en 2014. Participó en la conformación y participación activa de varias agrupaciones juveniles, entre ellas LMA, Oro Negro y Corporación ONG Red-Cultivarte.
En 2002, se inscribió al Partido Socialista de Chile (PS), donde asumió la presidencia de Coronel de la Juventud Socialista y, más tarde, fue electo como miembro del Comité Central Regional de la Dirección Nacional de dicha organización. Renunció al partido en 2009 y inició al entonces nuevo partido Movimiento Amplio Social (MAS), donde fue nombrado presidente regional. Dentro de él, apoyó la candidatura presidencial de Alejandro Navarro.
En 2013, ingresó a la dirección del programa comunal lotino ”Quiero Mi Barrio”. En 2014, asumió como jefe de gabinete de la Dirección Regional de la Junta Nacional de Jardines Infantiles (JUNJI).
En el año 2016, fue electo como alcalde de la comuna de Coronel como candidato independiente. Fue reelecto a este mismo en las elecciones del mayo de 2021.
Desde 2017, cada sueldo mensual que recibe en marzo lo ha donado a los estudiantes comunales que han recibido el puntaje más alto en la Prueba de Acceso a la Educación Superior (PAES) nacional. Hasta 2023, ha habido exactamente 100 estudiantes quienes han recibido este apoyo.

## Controversias
En el mayo de 2019, la empresa Enel Generación Chile lanzó una queja criminal en su contra por negarse a cerrar el vertedero de cenizas de Bocamina, el cual fue aprobado por la Corte de Apelaciones de Concepción.
Es cuñado de la periodista Elizabeth Villanueva Granefeldt, quien dirige la ONG Red Cultivarte, la cual fue objeto de una controversia en mayo de 2023, en medio del escándalo del Caso Convenios, tras que el gobierno regional de Biobío le transferiera más de 270 millones de pesos chilenos a esta organización. Aun así, el mismo Chamorro ha aclarado que esta decisión estuvo fuera de su control, pero, más tarde, se comprobó que efectivamente sí tuvo cierta incidencia en esta acción.